# Albionella propria
Albionella propria là một loài nhện trong họ Salticidae.
Loài này thuộc chi Albionella. Albionella propria được Arthur Merton Chickering miêu tả năm 1946.